# Gonzalo Bosch
Gonzalo Bosch (Buenos Aires, 2 de agosto de 1885-ibíd. 1967) fue un médico psiquiatra y alienista argentino. Fue uno de los más importantes alienistas argentinos de la primera mitad del siglo XX. Docente de las ciencias psiquiátricas durante la mayor parte de su vida, cultivó también la literatura y fue gran promotor de los estudios científicos de su disciplina en el país. 

## Biografía
Era sobrino-nieto de Buenaventura Bosch, uno de los fundadores del Hospital Borda y un prestigioso alienista que tuvo el país. En 1903, Gonzalo Bosch se graduó de bachiller en el Instituto Libre de Segunda Enseñanza, por entonces enmarcado en la filosofía del Positivismo, y pronto comenzó sus estudios de medicina. Entonces ya se perfilaba su vocación por las investigaciones psiquiátricas, que quedó demostrada en su tesis doctoral de 1913, Examen morfológico del alienado. Ese mismo año, junto a un grupo de colegas, Bosch abrió en Buenos Aires un sanatorio para enfermos mentales que aún subsiste, el Instituto Frenopático. Para 1915 ya había realizado dos viajes a Europa, recorriendo distintos institutos psiquiátricos de Francia, Alemania y Austria.
En 1922 fue nombrado al frente de la recién creada Cátedra de Psiquiatría de la Facultad de Medicina de Rosario, cargo en el que se mantuvo hasta 1930. La etapa profesional allí fue fructífera; entre sus resultados se cuenta, por ejemplo, la tercera clasificación de enfermedades mentales efectuada por un autor argentino (quedó relegada en 1950, al adoptarse legalmente la de Ramón Carrillo), y la publicación de numerosos trabajos en el Boletín del Instituto de Psiquiatría de Rosario. También de esos años data la creación de la Liga Argentina de Higiene Mental, de la cual fue promotor y fundador. Esta Liga fue criticada porque sus fichas de datos podían emplearse para criminalizar y excluir de los beneficios sociales a grandes grupos, en beneficio de las elites dominantes. A pesar de esto, generó las primeras estadísticas sanitarias del país y, como observan sus defensores, también para hacer el bien es necesario clasificar a la gente a quien se le va a brindar servicios educativos y sanitarios, de modo de adecuarlos a cada individuo.
En 1931 Gonzalo Bosch fue designado al frente del Hospicio de las Mercedes (actualmente lleva el nombre de Hospital José T. Borda), en cuya dirección se mantendría hasta 1947. Unos años después, también pasó a comandar la Colonia Nacional de Alienados "Domingo Cabred".
A diferencia de los países anglosajones, donde la mejora de los manicomios provino de la protesta de personas externas a ellos, en la Argentina los que dirigieron su modernización fueron las mismas autoridades de los manicomios y profesores de medicina y psiquiatría que enseñaban en ellos. Gonzalo Bosch fue uno de los líderes de este movimiento.
En 1942, Bosch había logrado la creación de un curso de formación integral de médicos psiquiatras que significó un verdadero avance en la enseñanza de la psiquiatría en el país. En 1943, Bosch accedió a la titularidad de la Cátedra de Clínica Psiquiátrica de la Universidad de Buenos Aires, que habían dirigido eminentes científicos de la talla de Lucio Meléndez, Domingo Cabred, José T. Borda y Arturo Ameghino. Durante su gestión, el doctor Enrique Pichón Riviere realizó en el Hospicio el primer electrochoque realizado en la ciudad de Buenos Aires;[cita requerida] se trataba de una medida médica recién inventada en Italia, que algunos presentaban como capaz de "curar" numerosas enfermedades. Aunque, a poco, cuidadosos estudios realizados en el mismo Hospital aconsejaron descartarlo con excepción de uno o dos cuadros específicos, Gonzalo Bosch recibió numerosas críticas por haberlo introducido. Tales críticas llegaron especialmente desde la psicología clínica, donde se estimaba inaceptable que en vez de escuchar al paciente se lo pretendiera "curar" electrizándolo o se empleara este procedimiento como castigo. El duradero y acre conflicto de opiniones así generado, en que cada bando presentaba al otro como estólido y fanático, persistió por varias décadas.

## Otras actividades
Además de docente y científico, Gonzalo Bosch fue eximio escritor, especialmente interesado en los temas sociales o psicosociales. Frutos de este interés son más de 130 publicaciones, entre las cuales se cuentan tres libros y varias obras de teatro, como La extraña, La huelga, En la corriente, Agua mansa y Los venenos. Estas obras demostraban una percepción poco habitual de las enfermedades de la mente humana y una penetrante capacidad para comprender la realidad individual de la demencia, no como una patología más sino como algo mucho más profundo y complejo. 

"Locura es un estado de la mente, es la conciencia desviada de sus normas habituales, es espejismo del conocimiento, fenómeno extraño de carácter objetivo y subjetivo, que nos da placer o displacer, que pone desarmonía en los mecanismos afectados y los recursos intelectuales del psiquismo. Es menester que estudiemos la unidad humana, amparados en el criterio de la personología (...). El hecho psíquico es una integración, a no ser que se pierdan sus características esenciales. El elemento psíquico es la persona."
G.Bosch[cita requerida]

En 1935 fue uno de los fundadores de la Academia Nacional de Ciencias de Buenos Aires y Presidente de la Sociedad Científica Argentina entre 1943 y 1946.

## Obra
- "Anormalidades de la personalidad" (1932)
- "Clasificación de las Enfermedades Mentales" (1930)
- "Constitución hipofrénica asténica"
- “El pavoroso aspecto de la locura en la República Argentina” (1931)
- “Necesidad de establecer y vigorizar el concepto de la demencia en general; de modificar la concepción de alguna de sus formas en particular” (1939)
- “Una nueva forma atípica de la Parálisis General Progresiva” (1941)
- “La esquizofrenia. Resumen histórico, Consideraciones psico-clínicas. Anatomía patológica. Tratamiento” (1939)